# Marcel Deprez

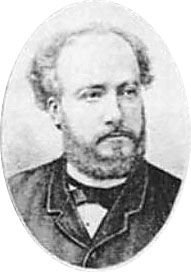
Marcel Deprez

Marcel Deprez [maʀsɛl dɘpʀe] (* 19. Dezember 1843 in Aillant-sur-Milleron, Département Loiret; † 16. Oktober 1918 in Vincennes) war ein französischer Physiker und Elektroingenieur. Er gilt als Pionier bei der Übertragung von elektrischer Energie durch Überlandleitungen.

## Leben

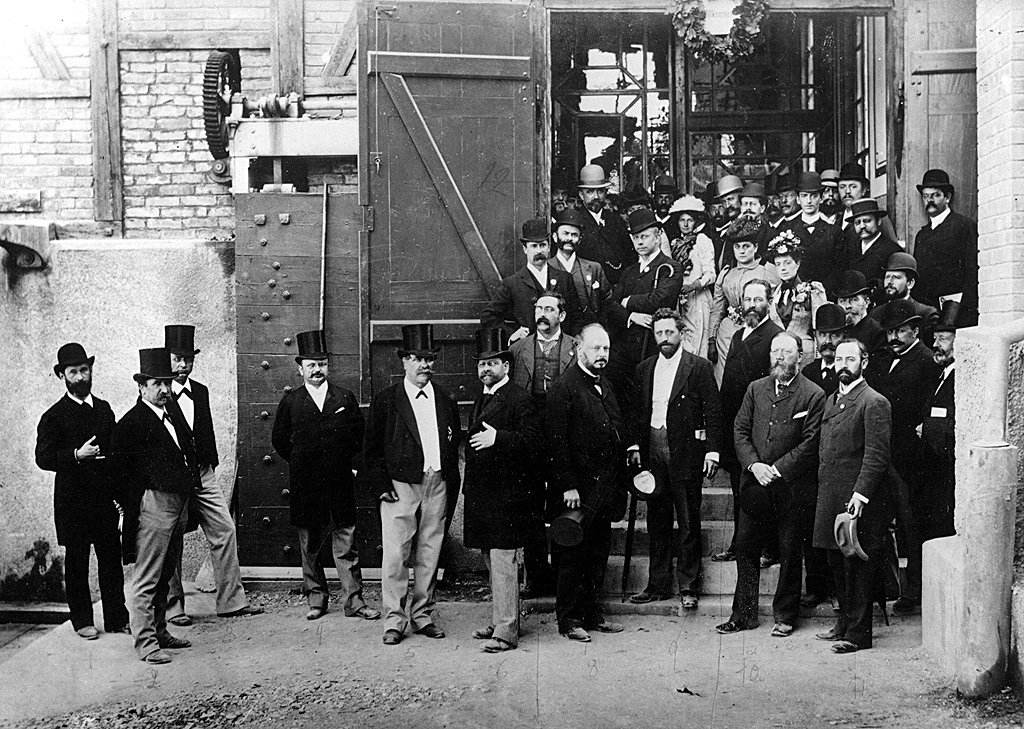
Marcel Deprez (1. Reihe, 4. von rechts) besucht am 12. September 1891 mit weiteren Prominenten das erste Drehstromkraftwerk in Lauffen am Neckar, das für die Elektrotechnische Ausstellung in Frankfurt installiert wurde.

In den 1870er und 1880er Jahren hatte er maßgeblichen Einfluss mit seiner Meinung, dass sich Wechselstrom für die Kraftübertragung auf weiten Strecken nicht eigne. Weil es den Technikern bis dahin nicht geglückt war, funktionierende Wechselstrommotoren zu entwickeln, setzte er auf Gleichstrom. Experimente, die er zum Beweise seiner Theorie hier durchführte, waren erfolgreich.
Auf der Internationalen Elektrizitätsausstellung 1881 in Paris führte Deprez erstmals eine Vorrichtung zum Verteilen elektrischer Energie vor. Zwei Gleichstromdynamos versorgten über eine 1,8 km lange Leitung 27 im Palast der Industrie postierte Geräte, unter anderem eine Bandsäge, Maschinen zum Nähen und Falzen sowie Glüh- und Bogenlampen, die unabhängig voneinander funktionierten. Bei einer Konferenz am 15. Juni 1882 am Nationalen Konservatorium der Künste und Berufe erhöhte er in einer Vorführung die per Leitung übermittelte Nutzleistung auf 3 kW.
Zusammen mit Oskar von Miller führte er 1882 die erste Gleichstromfernübertragung Miesbach–München durch. Gleichspannung von maximal 2 kV wurde im 57 km entfernten Miesbach erzeugt und in den Münchner Glaspalast über eine Telegrafenleitung geleitet. Eine Dampfmaschine im Miesbacher Bergwerk trieb zu diesem Zweck einen Generator an, der in München einen Motor von Gramme in Bewegung setzte, durch den eine Pumpe für einen künstlichen Wasserfall angetrieben wurde.
Weitere Gleichstromübertragungen sind von Deprez zwischen Vizille und Grenoble (14 km Entfernung) und im Jahr 1885 zwischen Creil und Paris (50 km Entfernung) mit verbesserten Wirkungsgrad bekannt geworden.
Mit Jacques-Arsène d’Arsonval entwickelte Deprez 1881 das Galvanometer weiter fort. Neben seiner Arbeiten auf dem Gebiet der Elektrotechnik interessierte er sich auch für Fragen der Ballistik. Dazu sind insbesondere seine Arbeiten zur Druckmessung bei Pulvergasen im Jahre 1871 zu erwähnen. Im Jahr 1886 wurde er Professor für Elektrotechnik am Conservatoire National des Arts et Métiers und Mitglied der Akademie der Wissenschaften in Paris.